# マエストラーレ (フリゲート)
マエストラーレ（イタリア語: Maestrale, F 570）は、イタリア海軍のマエストラーレ級フリゲート1番艦。艦名は北西の風（ミストラル）を意味するイタリア語に由来する。

## 艦歴
「マエストラーレ」は、リウーニティ造船リヴァ・トリゴソ造船所で建造され、1981年2月2日に進水、1982年3月7日に就役する。
1997年に北大西洋条約機構の下で北ヨーロッパ各国海軍と共に活動し、イギリス近海にてBOST演習を実施する。これ以前は、ペルシャ湾岸作戦2号（1991年）、シャープ・ヴィジランス作戦（1992年）、シャープ・フェンス作戦（1993年）、シャープ・ガード作戦（1994年）、このうち後者3つの任務はNATOによるユーゴスラビア紛争への対処作戦のためにアドリア海に展開していた。21世紀入ると不朽の自由作戦（2002年）、アクティブ・エンデヴァー・ストロング・パトロール作戦（2003年）に参加する。
ソマリア沖の海賊に対処するため第150合同任務部隊に参加中の2009年5月5日に不審船に襲撃されようとしていたイタリア籍ガス運搬船「ネバーランド（Neverland）」を救援するため艦載ヘリコプターを向かわせた。この他にも船舶の護衛に携わる。アタランタ作戦にも参加している。
老朽化と予算削減に伴い、2015年12月15日に退役した。